# Kanonbåden Grønsund
Grønsund blev bygget på Orlogsværftet, påbegyndt i 1882 og søsat og udrustet i 1883. Den blev efterfulgt af søsterskibet Guldborgsund. I sammenligning med de tidligere kanonbåde var det svære skyts udskiftet med to middelsvære kanoner, og det lave fribord var erstattet af en skrogform, der gav et langt mere sødygtigt skib. Maskineriet var på 400 HK.

## Tekniske data

### Generelt
- Længde: 36,3 m
- Bredde:  6,1 m
- Dybgang: 2,5 m
- Deplacement: 247 ton
- Fart: 11,6 knob
- Besætning: 49

### Armering
- Artilleri: 2 styk 12 cm kanoner og 2 styk maskinkanoner. Senere omarmeret med 2 styk 57 mm hurtigtskydende kanoner.

## Tjeneste
- Indgået i 1883. Gjorde i adskillige år tjeneste som fiskeriinspektionsskib, især i Skagerrak og Nordsøen. I 1917 ombygget til depotskib for torpedo- og undervandsbåde. Fik ved den lejlighed som et af de første skibe dieselelektrisk maskineri. Udgået af aktiv tjeneste i 1928 (maskineri udtaget). Derefter varmebåd og logiskib. Kasseret og solgt i 1950.